# Římskokatolická farnost Štěpánov nad Svratkou
Římskokatolická farnost Štěpánov nad Svratkou je územním společenstvím římských katolíků v rámci žďárského děkanství brněnské diecéze s farním kostelem svatého Petra a Pavla.

## Historie farnosti
První písemná zpráva o Štěpánově pochází z listiny s datem 15. února 1285. Mezi duchovními obvodu klášterního panství v Doubravníku je jmenován také Heřman ze Štěpánova. Z kamenného kostela postaveného o století později se zřejmě zachoval dnešní presbytář s gotickou křížovou klenbou. Loď byla mnohokrát přestavována po požárech. Ten největší zachvátil štěpánovský kostel 20. září 1917. Po přestavbě má kostel i kubistické prvky; vysvěcen byl roku 1924. 

## Duchovní správci
Administrátorem excurrendo je od 1. srpna 1998 R. D. ThDr. Josef Rychtecký.

## Bohoslužby
| Kostel                | Místo                 | Bohoslužba (den) | Hodina      | Poznámka     |
| --------------------- | --------------------- | ---------------- | ----------- | ------------ |
| svatého Petra a Pavla | Štěpánov nad Svratkou | neděle čtvrtek   | 10.00 18.00 | farní kostel |

## Primice ve farnosti
Dne 12. září 1992 měl ve Štěpánově primici P. Petr Rössler z Koroužného.

## Aktivity ve farnosti
Dnem vzájemných modliteb farností za bohoslovce a bohoslovců za farnosti brněnské diecéze je 28. listopad. Adorační den připadá na 22. září. Ve farnosti se pravidelně koná tříkrálová sbírka. V roce 2016 se při sbírce vybralo v Koroužném 3 333 korun, ve Štěpánově 15 139 korun. 